# Nelson Zelaya
Nelson Fabián Zelaya Ramírez (Asunción, 9 de julio de 1973) es un exfutbolista  y director técnico paraguayo, que como jugador ocupaba la posición de defensa. Actualmente dirige al club Cerro Porteño de Presidente Franco de la  Primera División B de Paraguay.
En su rol de futbolista, destacó en Olimpia, con el que logró conquistar diversos títulos nacionales e internacionales. Jugó para el Recreativo de Huelva de España, U. de Concepción de Chile, Estudiantes FC de Venezuela y The Strongest de Bolivia.

## Clubes

### Como jugador
| Club                      | País      | Año       |
| ------------------------- | --------- | --------- |
| Olimpia                   | Paraguay  | 1996-2000 |
| Cerro Porteño             | Paraguay  | 2001      |
| Olimpia                   | Paraguay  | 2002      |
| Recreativo de Huelva      | España    | 2002-2003 |
| Olimpia                   | Paraguay  | 2003      |
| Universidad de Concepción | Chile     | 2004      |
| Nacional                  | Paraguay  | 2005      |
| Estudiantes de Mérida     | Venezuela | 2005      |
| The Strongest             | Bolivia   | 2006      |

## Palmarés

### Campeonatos nacionales
| Título           | Club          | País     | Año  |
| ---------------- | ------------- | -------- | ---- |
| Primera División | Olimpia       | Paraguay | 1997 |
| Primera División | Olimpia       | Paraguay | 1998 |
| Primera División | Olimpia       | Paraguay | 1999 |
| Primera División | Olimpia       | Paraguay | 2000 |
| Primera División | Cerro Porteño | Paraguay | 2001 |

### Copas internacionales
| Título              | Club    | Sede        | Año  |
| ------------------- | ------- | ----------- | ---- |
| Copa Libertadores   | Olimpia | São Paulo   | 2002 |
| Recopa Sudamericana | Olimpia | Los Ángeles | 2003 |